# Малиновский (Тульская область)
Малиновский — посёлок в Тульской области России.
В рамках административно-территориального устройства входит в Иван-Озерский сельский округ Новомосковского района, в рамках организации местного самоуправления входит в муниципальное образование город Новомосковск со статусом городского округа.

## География
Расположен у реки Дон, у восточной окраины города Новомосковска и у северной окраины города Донской.

## Население
| 2002 | 2010 |
| ---- | ---- |
| 190  | ↘103 |